# Шадраван джамия
Шадраван джамия (на гръцки: Σαντριβάν τζαμί; на турски: Şadırvan Camii) е бивш мюсюлмански храм в македонския град Драма, Гърция.
Сградата е разположена на кръстовището между улиците „Армен“ и „Агамемнос“. Представлява каменна постройка с форма на паралелепипед. На югозападната страна е запазена основата на минарето. Джамията е известна с редките си стенописи от XIX век, запазени на портика. Над горния праг на входа има мраморен надпис на османски турски с изображение на две дървета. В сградата по-късно се помещава редацията на вестник „Тарос“.